# Montmançon
Montmançon és un municipi francès, situat al departament de la Costa d'Or i a la regió de Borgonya - Franc Comtat. L'any 2007 tenia 203 habitants.

## Demografia

### Població
El 2007 la població de fet de Montmançon era de 203 persones. Hi havia 77 famílies, de les quals 15 eren unipersonals (15 dones vivint soles i 15 dones vivint soles), 29 parelles sense fills, 26 parelles amb fills i 7 famílies monoparentals amb fills.
La població ha evolucionat segons el següent gràfic:
Habitants censats

### Habitatges
El 2007 hi havia 85 habitatges, 76 eren l'habitatge principal de la família, 6 eren segones residències i 3 estaven desocupats. 83 eren cases i 2 eren apartaments. Dels 76 habitatges principals, 74 estaven ocupats pels seus propietaris, 2 estaven llogats i ocupats pels llogaters i 1 estava cedit a títol gratuït; 1 tenia una cambra, 1 en tenia dues, 6 en tenien tres, 24 en tenien quatre i 44 en tenien cinc o més. 66 habitatges disposaven pel capbaix d'una plaça de pàrquing. A 28 habitatges hi havia un automòbil i a 46 n'hi havia dos o més.

### Piràmide de població
La piràmide de població per edats i sexe el 2009 era:
| Homes | Edats   | Dones |
| ----- | ------- | ----- |
| 0     | 95 o +  | 0     |
| 0     | 90 a 94 | 0     |
| 0     | 85 a 89 | 0     |
| 0     | 80 a 84 | 0     |
| 0     | 75 a 79 | 0     |
| 4     | 70 a 74 | 4     |
| 4     | 65 a 69 | 0     |
| 4     | 60 a 64 | 0     |
| 8     | 55 a 59 | 8     |
| 12    | 50 a 54 | 8     |
| 12    | 45 a 49 | 8     |
| 0     | 40 a 44 | 16    |
| 0     | 35 a 39 | 4     |
| 4     | 30 a 34 | 4     |
| 8     | 25 a 29 | 4     |
| 4     | 20 a 24 | 0     |
| 16    | 15 a 19 | 8     |
| 4     | 10 a 14 | 24    |
| 8     | 5 a 9   | 0     |
| 4     | 0 a 4   | 0     |

## Economia
El 2007 la població en edat de treballar era de 134 persones, 104 eren actives i 30 eren inactives. De les 104 persones actives 92 estaven ocupades (49 homes i 43 dones) i 12 estaven aturades (5 homes i 7 dones). De les 30 persones inactives 17 estaven jubilades, 3 estaven estudiant i 10 estaven classificades com a «altres inactius».

### Ingressos
El 2009 a Montmançon hi havia 80 unitats fiscals que integraven 225 persones, la mediana anual d'ingressos fiscals per persona era de 17.765 €.

### Activitats econòmiques
Dels 4 establiments que hi havia el 2007, 1 era d'una empresa de fabricació d'altres productes industrials, 1 d'una empresa de construcció i 2 d'empreses de serveis.
Dels 2 establiments de servei als particulars que hi havia el 2009, 1 era un taller de reparació d'automòbils i de material agrícola i 1 lampisteria.
L'any 2000 a Montmançon hi havia 6 explotacions agrícoles.

## Equipaments sanitaris i escolars
El 2009 hi havia una escola elemental integrada dins d'un grup escolar amb les comunes properes formant una escola dispersa.

## Poblacions més properes
El següent diagrama mostra les poblacions més properes.